# Colophon (livre)
Pour les articles homonymes, voir Colophon.

Un colophon est la note finale d'un manuscrit ou d'un incunable donnant généralement des indications sur le titre de l'œuvre, l'auteur, parfois sur le copiste et la date de copie ou bien sur l'imprimeur et la date d'impression. Il sera par la suite remplacé par la page de titre.

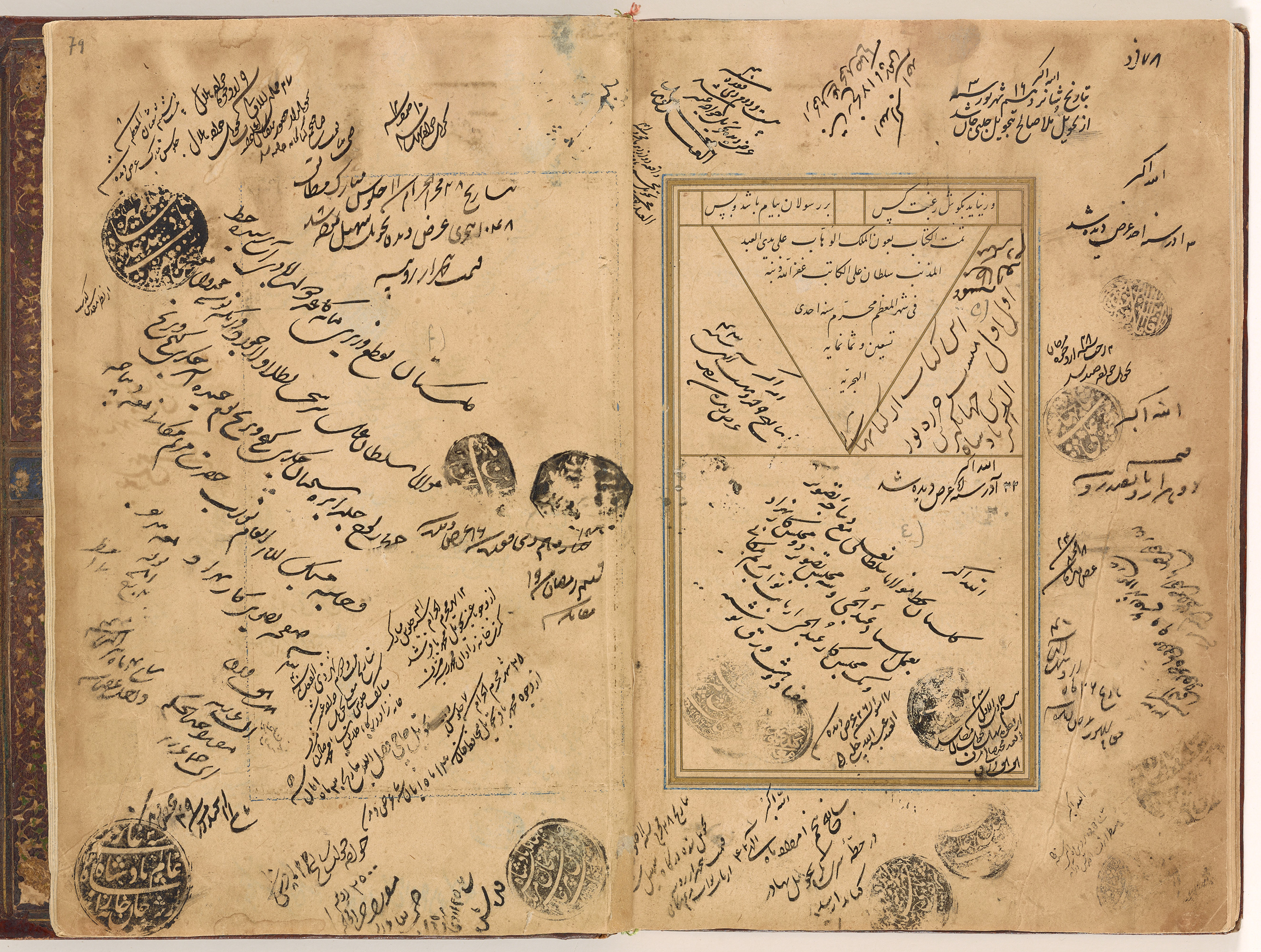
Colophon persan du manuscrit Golestan (« Jardin des roses »), du poète Saadi, copié par Sultan ‛Ali Mashhadi au XVe siècle.

Dans le langage de la presse écrite, le colophon est également synonyme de l'ours, un encadré ou un espace situé généralement au début ou à la fin d'une publication et qui recense les coordonnées de l'éditeur et de l'imprimeur, ainsi que les fonctions et les noms des collaborateurs ayant participé à la fabrication de l'imprimé.

## Étymologie
Le mot colophon vient du grec ancien κολοφών / kolophốn : « couronnement, achèvement » ; le mot est aussi associé à la ville de Colophon. Ce sont les humanistes qui ont popularisé ce terme.

## Présentation
Les colophons sont présents dans les écrits de plusieurs cultures, comme en Perse, en Égypte, en Chine.
En Europe, les premiers ouvrages imprimés, tout comme les manuscrits, ne comportaient pas de pages de titre. Ils se désignaient par les premiers mots du texte, en latin : incipit.
Par la suite, le colophon ou « achevé d'imprimer » a été mis au point pour décrire ou définir le contenu du livre. Il s'agit d'une formule ramassant en quelques mots, quelques lignes, le nom de l'auteur, le titre de l'ouvrage, le nom et l'adresse de l'imprimeur ainsi que la date de l'édition, le tout parfois augmenté de la marque ou de la devise de l'imprimeur. Cette marque de l'imprimeur pouvait aussi se retrouver sur les ballots ou sur les tonneaux et tonnelets dans lesquels on transportait les livres.  

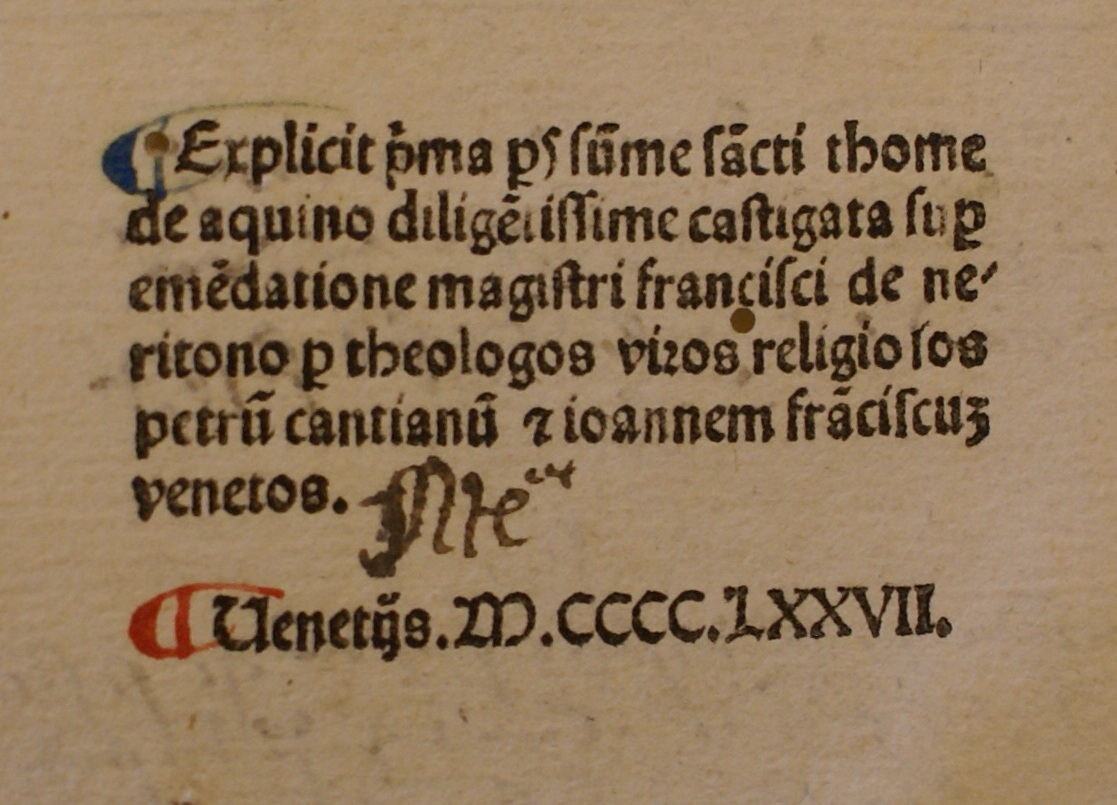
Colophon d'un incunable de la Somme théologique, imprimé à Venise en 1477, mais qui suit de près la tradition manuscrite (Queen's University).

On retrouve les colophons à la fois dans les manuscrits et les imprimés. 
Il est important de différencier les colophons des explicits qui marquent simplement la fin d’un manuscrit et rendent grâces à Dieu.

## Histoire
Les textes calligraphiés de la Chine impériale, comme les traités de l'Art de la chambre à coucher, se terminaient fréquemment par un colophon. Ainsi l'« Exposé de la signification de la culture et de la vérité, par le Grand immortel de la splendeur pourpre et or » de l'époque Ming s'achève-t-il par un long colophon dans lequel le transcripteur expose son expérience personnelle de l'apprentissage de l'Art de la chambre à coucher et conclut : « Écrit dans le premier mois lunaire du printemps de l'an 1594, par le Grison de quatre-vingt-quinze ans, du Tchö-kiang, dans le logis de l'Agaric pourpre des montagnes de T'ien-t'ai ».

L'origine du colophon en Occident ne peut être datée avec certitude. Cependant sa présence semble être attestée au XIe siècle, et, à partir du XIIe siècle, son emploi devient quasi systématique. Sa popularité va encore s'accroître avec l'apparition des incunables au XVe siècle.

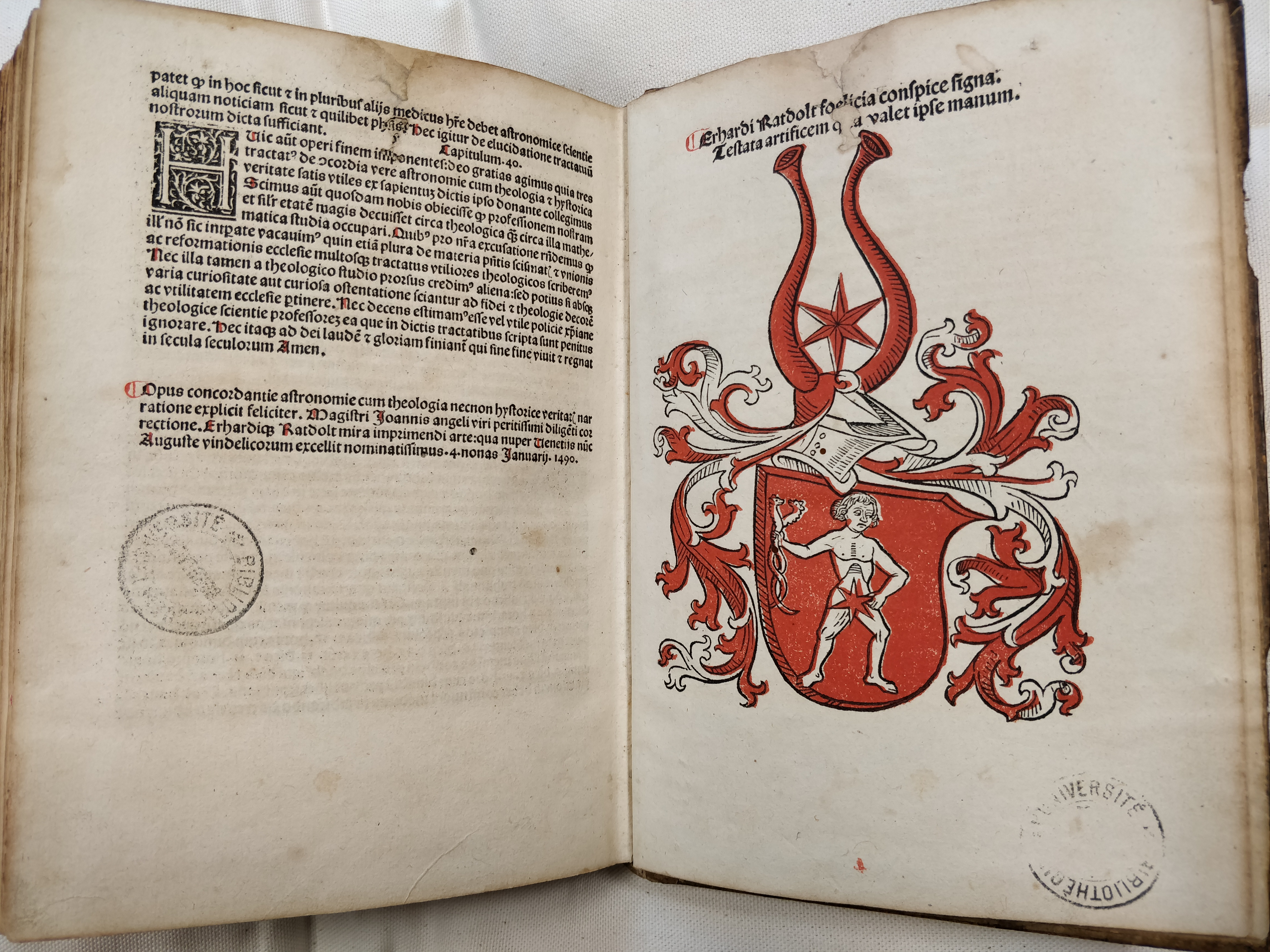
Colophon et marque d'imprimeur d'Erhard Ratdolt. Provient d'un incunable traitant d'astronomie.1490.

À partir des années 1520-1525, le livre va s'affranchir de son format du Moyen Âge et s'invente une nouvelle forme. Devant l'augmentation de la production, et pour faciliter l'identification des titres, les informations comprises dans le colophon vont peu à peu être déplacées en tête de l'ouvrage, présentées de manière systématique et ordonnée. En effet, comme évoqué plus haut, les premiers livres imprimés ne comportaient pas de titres, les lecteurs les reconnaissaient par les premiers mots de l’incipit. Le texte commençait donc au recto de la première page. Cette dernière étant souvent usée par l’usage et le transport, on commença à imprimer le texte au verso de cette même page. Afin d’éviter de laisser du blanc au recto, on y fit figurer le titre. Puis, de plus en plus régulièrement, on y ajouta une illustration. Et pour protéger cette dernière, une page fut adjointe, l‘ancêtre de la page de garde.
Ainsi, progressivement, les éléments essentiels à la présentation de l'ouvrage mutèrent vers la première page du livre, et la page de titre se substitua au colophon. Il tend à disparaître au cours du XVIe siècle, au fur et à mesure que se développe la page de titre où la date et l’adresse du libraire sont portés. Seul va subsister un achevé d’imprimer, jusqu'au XVIIe siècle, sa fonction est alors d’indiquer le nom de l’imprimeur, lorsque ce dernier diffère de celui du libraire, figurant lui sur la page de titre.

## Étude de cas
Comme évoqué précédemment, le colophon est présent dans deux types de livres, les manuscrits et les livres imprimés.

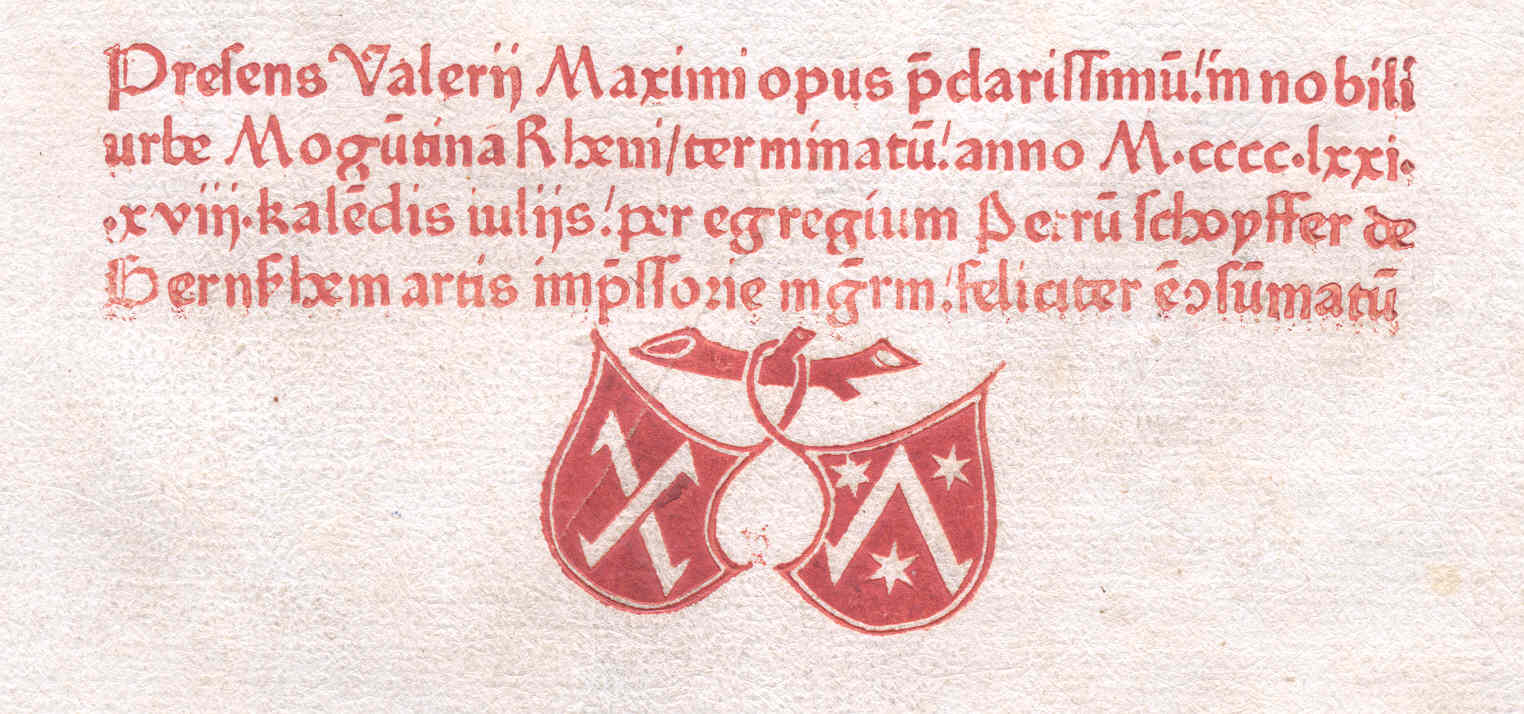
La « marque rouge » de Fust et Schoeffer, 1471.

### Dans les manuscrits
Dans les manuscrits, le colophon est situé à la suite du titre du livre. Souvent le titre du livre est suivi par des devinettes, des anagrammes, ou encore des cryptogrammes, comme l'avance J. Sclafer dans le Dictionnaire encyclopédique du livre. À cela pouvait s’ajouter ce que l'on peut qualifier d’« action de grâce », un remerciement à Dieu avec la mention éventuelle d'une récompense attendue (comme le paradis…). À la place du remerciement à Dieu peuvent figurer des réflexions grivoises, avec la récompense espérée d'une boisson, mais cela est peu répandu. Ces inscriptions ont permis d’identifier certains copistes. Certains colophons très développés fournissent des informations personnelles sur la vie du copiste ou sur l'organisation du scriptorium — la répartition des tâches, la rémunération… Le lieu et la date d’achèvement sont souvent mentionnés.

### Dans les imprimés

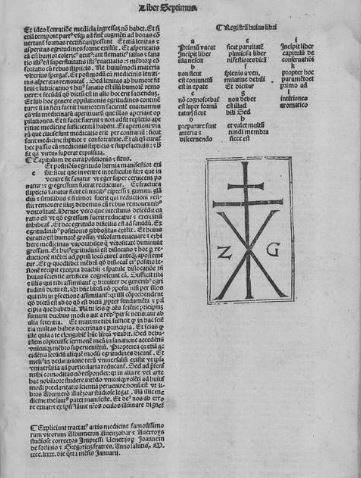
Colophon et marque d'imprimeur des frères de Forlivio appartenant à un incunable traitant de médecine arabe (1490).

Les incunables, imprimés avant 1500, reprennent les caractéristiques formelles des manuscrits, dont le colophon, comme on peut le voir dans Le Livre des vices et des vertus ou Somme le Roi rédigé par frère Laurent d'Orléans en 1464. Dans ces ouvrages, le colophon est placé à la fin du texte, mais peut être suivi par des annexes et des tables, il n’est donc pas toujours à la fin du volume. La date manque pour la moitié des incunables.
Le premier colophon connu en Europe est celui du Psalterium de Mayence: « Ce présent livre des psaumes a été décoré par la beauté des initiales, rehaussé par des rubrications, le tout composé au moyen d’une invention technique d’imprimer et de faire des caractères sans le secours de la plume et pour l’amour de Dieu, terminé par Johann Fust citoyen de Mayence et Peter Schoffer de Gernzheim, l’an du Seigneur 1457, en la vigile de l’assomption. »
Dans les incunables et jusque vers 1540, le colophon peut comporter d’autres détails sur l’exécution de l’ouvrage, tels le titre ou le nom de l’auteur, la devise ou la marque de l’imprimeur. Aujourd’hui, on emploie de préférence la formule « achevé d’imprimer ». Le mot « grébiche » est employé par les bibliophiles et bibliographes belges. 
Ainsi, l'exemplaire de la Somme théologique imprimé à Venise en 1477, qui reprend le modèle des manuscrits, précise  :
« Explicit prima pars Summae sancti Thome de Aquino, diligentissime castigata, super emendatione magistri Francisci de Neritono per theologos viros religiosos Petrum Cantianum et Joannem Franciscus Venetos. Venetiis MCCCCLXXVII. »

« Ici se termine la première partie de la Somme de Saint Thomas d'Aquin, très soigneusement éditée, selon les corrections de François de Neritono d'après les théologiens religieux Petrus Cantianus et Johannes Franciscus. À Venise 1477. »

Outre le nom de l'auteur, le titre de l'ouvrage et le lieu d'édition, la date et les noms des éditeurs, comme dans cet exemple, le colophon peut aussi contenir le nombre d'exemplaires imprimés[réf. souhaitée].